# Carmara acidaliaria
Carmara acidaliaria là một loài bướm đêm trong họ Noctuidae.